# 陆家嘴滨江金融城
陆家嘴滨江金融城是位於中華人民共和國上海市浦東新區陸家嘴金融貿易區的一個商業區域，它地處浦东南路以东，荣城路以西，银城中路、昌邑路以北，黄浦江以南。陆家嘴滨江金融城由中信泰富和中国船舶工业集团联合组建的上海瑞明置业有限公司、中船置业有限公司和上海瑞博置业有限公司开发建设。當地有八栋办公楼、银行总部大楼、五星级酒店（上海浦东文华东方酒店）、豪宅（九庐）、商业中心（尚悦湾广场）、文化演艺場所（时尚艺术中心船厂1862）。陆家嘴滨江金融城占地面积约25万平方米，地上建筑面积约85万平方米，地下建筑面积约52万平方米。

## 歷史
當地原本是上海船廠的基地。2005年，上海船廠搬遷。2009年，该地区命名为陆家嘴滨江金融城。浦江双辉大厦于2010年底工程完工。2017年，尚悦湾广场開業。2018年，时尚艺术中心船厂1862開業。

## 陆家嘴滨江金融城展览中心
陆家嘴滨江金融城展览中心又名上海陆家嘴展览中心、由上海船廠的一個老船台改造而成。該建築由大都会建筑事务所設計。建築於2016年建成，2017年對外開放。